# GOLM1
La Proteina di membrana Golgi 1 (GOLM1) o Fosfoproteina Golgi 2 (GOLPH2) o Proteina di membrana Golgi 73 (GP73) è una proteina che nell'uomo viene codificata dal gene GOLM1 situato sul cromosoma 9 a 88.64–88.72 Mb. Sono state individuate due varianti di trascrizione da splicing alternativo per questa proteina.

## Fisiologia
Il Complesso del Golgi svolge un ruolo chiave nella selezione e modificazione delle proteine provenienti dal reticolo endoplasmatico. Le due proteine codificate dal gene GOLM1 sono proteine transmembrana di tipo Golgi II. Il Golgi elabora la proteina sintetizzata nel reticolo endoplasmatico rugoso (RER) e la esprime sulla propria membrana dove incrementa il trasporto di materiali proteici verso il Golgi stesso. L'espressione di queste proteine incrementa in risposta ad un'infezione virale.

## Marcatore tumorale
La proteina GOLPH2 viene sovra-espressa nei casi di cancro alla prostata e negli adenocarcinomi del tessuto polmonare.
I livelli ematici di GOLPH2 risultano più elevati nei pazienti con cancro al fegato rispetto ai soggetti sani, viene quindi impiegata per screening precoce per i tumori, in persone ad alto rischio di cancro del fegato, in associazione al dosaggio per l'alfa-fetoproteina (AFP).